# Gino De Dominicis
Gino De Dominicis (Ancona, 14 aprile 1947 – Roma, 29 novembre 1998) è stato un artista italiano.
Controverso protagonista dell'arte italiana del secondo dopoguerra, ha utilizzato diverse tecniche e si è definito pittore, scultore, filosofo e architetto. Il suo lavoro tende a rendersi indipendente sia dalle mode che dai gruppi della neoavanguardia. Dunque, non è inquadrabile in una precisa corrente artistica: né nell'Arte Povera, né nella Transavanguardia, né nell'Arte Concettuale, che respinse irridendola.
Volendo sottrarre il più possibile la sua opera all'omologazione del mondo dell'arte contemporanea, si è circondato di un alone di mistero e di irreperibilità, centellinando sia mostre che apparizioni pubbliche e osteggiando la pubblicazione di cataloghi o libri sulla sua produzione, non riconoscendo alla fotografia valore documentario o pubblicitario.

## Biografia

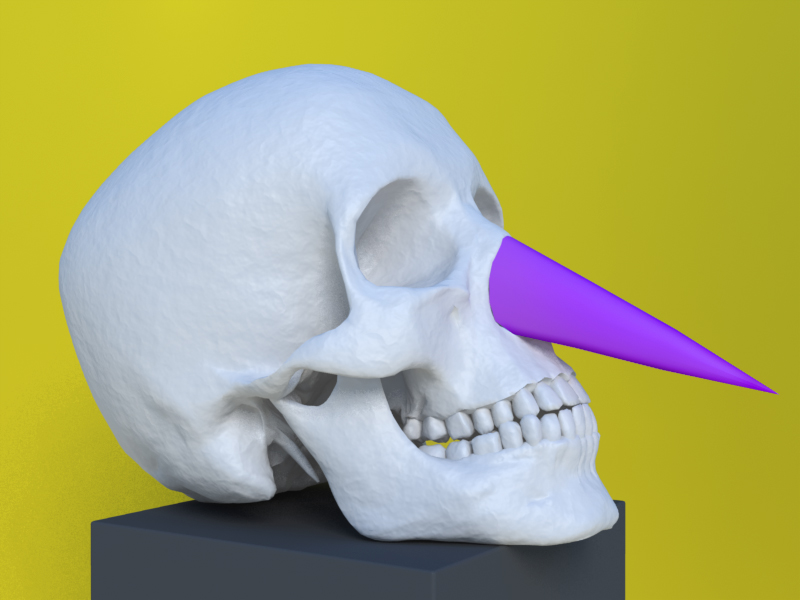
Teschio con lungo naso

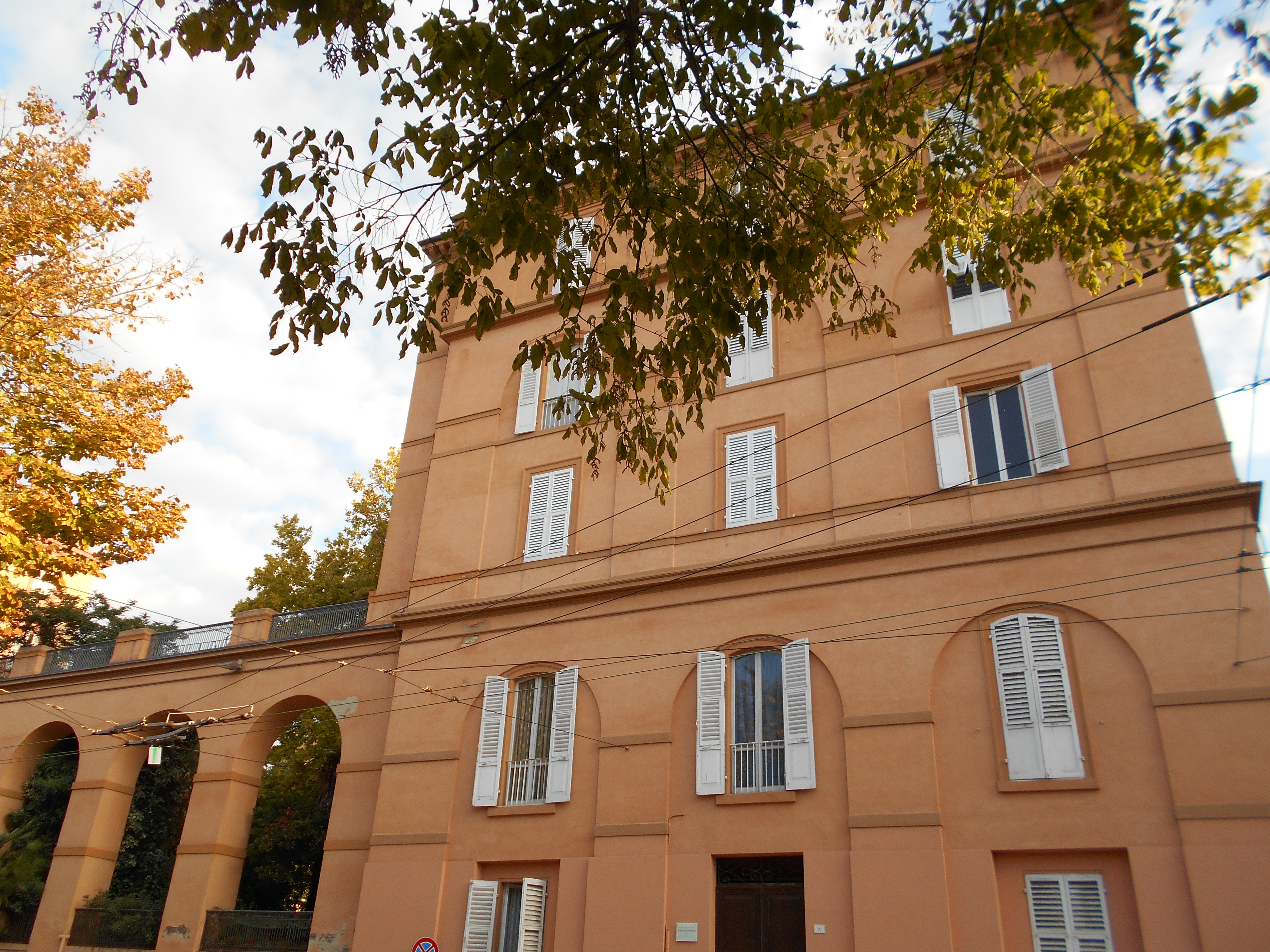
Casa natale e dove visse in Piazza Cavour ad Ancona

Gino de Dominicis si è formato presso l'Istituto Statale d'arte della città di Ancona, diretta dall'architetto Ettore Guerriero. Nel 1967 espone per la prima volta nella galleria fondata dal padre Mario in Corso Garibaldi ad Ancona, con lavori di ispirazione figurativa. Dopo un periodo di viaggi, nel 1968 si stabilisce a Roma.
In questo periodo, il gruppo di Via Brunetti, Laboratorio '70, formato da Gianfranco Notargiacomo, Paolo Matteucci e Marcello Grottesi partecipa alla scena artistica romana con performance goliardiche di carattere ambientale spostando l'espressione artistica dal luogo tradizionalmente deputato a contenerla, la galleria d'arte, verso le piazze e le strade: dalle Pillole anticoncezionali giganti lanciate a piazza San Pietro alla Ghigliottina trasportata in Piazza del Popolo. De Dominicis nel '68 entra a far parte del Gruppo e nel suo ambito esordisce sulla scena romana con un gesto d'arte realizzato a Piazza del Popolo e documentato nel cortometraggio Zoomtrack (1968-1969), poi confluito nel video Esperienze presentato all'inaugurazione del Museo MAXXI di Roma nel Maggio 2010. Nel 1969 espone, presso la galleria L'Attico di via Cesare Beccaria, i lavori realizzati nei due anni precedenti.
La ricerca artistica di De Dominicis può essere divisa in due periodi. Il primo, compreso tra la fine degli anni Sessanta e la fine degli anni Settanta, in cui l'artista si esprime soprattutto attraverso installazioni e sculture; il secondo, compreso tra i primi anni Ottanta e il 1998, anno della sua morte, in cui De Dominicis riprende l'attività di pittore figurativo, alla quale si dedica quasi esclusivamente. La prima di queste fasi è prevalentemente segnata dalle teorie dell'artista sul rapporto tra tempo ed eternità espresse nella Lettera sull'immortalità del corpo pubblicata nel 1970, la seconda dall'opera Seconda soluzione d'immortalità (L'universo è immobile) esposta alla Biennale di Venezia del 1972.
Nella Lettera sull'immortalità del corpo, suo testo teorico principale, De Dominicis asserisce che tutto ciò che esiste, in quanto mortale, non esiste davvero, ma è soltanto una verifica, una sorta di esercitazione della natura che sperimenta tutte le sue possibilità produttive. Questa teoria rasenta il nichilismo perché identifica l'essere mortale con il nulla, esprime, però, anche la speranza che l'uomo, grazie alla scienza e alla tecnologia, potrà un giorno rendersi immortale. L'ipotesi della Lettera sull'immortalità è documentata da alcune opere esemplari del primo periodo. Lavori come la scultura "Il tempo, lo sbaglio, lo spazio" (uno scheletro umano con i pattini a rotelle disteso per terra mentre tiene uno scheletro di cane al guinzaglio, 1969), documenta la condizione attuale degli uomini: essi sono morti quando ancora appaiono vivi, mentre svolgono le attività più amene come andare con i pattini o portare a spasso il cane. I due filmati Quadrati cerchi (Tentativo di far formare dei quadrati invece che dei cerchi attorno ad un sasso che cade nell'acqua) e Tentativo di volo, entrambi del 1969, testimoniano della necessità per gli uomini di perseguire lo scopo dell'immortalità del corpo nonostante esso appaia impossibile da raggiungere, come appare impossibile riuscire a volare dimenando semplicemente le braccia o far formare dei quadrati anziché dei cerchi lanciando sassi in uno stagno. Sempre alla fine degli anni Sessanta - periodo in cui appaiono le figure mitologiche di Urvasi e Gilgamesh, destinate a essere rappresentate in molte forme e in molte occasioni durante tutta la sua attività artistica - De Dominicis espone alcuni oggetti invisibili come “il Cubo, il Cilindro, la Piramide”, mostrati solo dai loro perimetri tracciati sul pavimento.
Sotto l'influenza dei Dodici cavalli vivi, esposti da Jannis Kounellis alla galleria L'Attico nel 1969, è il tableau vivant Zodiaco presentato da De Dominicis nel 1970 presso la stessa galleria, in cui l'artista rappresenta concretamente i simboli dei dodici segni zodiacali esponendo animali e persone vive - un toro, un leone, una giovane vergine - a eccezione di due pesci morti appoggiati sul pavimento.
Su questa linea, la Seconda soluzione d'Immortalità (L'Universo è Immobile), presentata in occasione della Biennale di Venezia del 1972, si compone di un essere umano in carne e ossa, il signor Paolo Rosa, un giovane affetto dalla sindrome di Down, che siede in un angolo mentre osserva tre lavori già esposti separatamente in altre occasioni, ovvero il Cubo invisibile, la Palla di gomma (caduta da due metri) nell'attimo immediatamente precedente il rimbalzo e la pietra di Attesa di un casuale movimento molecolare generale in una sola direzione, tale da generare un movimento spontaneo della pietra.
Il significato dell'opera è espresso dal titolo e si pone come ipotesi alternativa e opposta rispetto a quella della Lettera sull'immortalità del corpo, ovvero come ipotesi che l'universo sia in realtà immobile e che, dunque, tutti gli esseri siano eterni ed immortali anche quando sembra che siano distrutti o morti perché ormai non più percepibili con i sensi: questa concezione risente delle teorie del filosofo Emanuele Severino in base alle quali tutti gli enti sono eterni, per cui l'universo immobile di De Dominicis corrisponde all' essere eterno di Severino. Come per Severino, anche per De Dominicis solo uno sguardo senza pregiudizi può interpretare ciò che non si percepisce più, non come distrutto, ma come invisibile: nell'installazione Seconda soluzione d'immortalità (L'Universo è Immobile) solo ad uno sguardo innocente e privo di pregiudizi come quello del ragazzo Down Paolo Rosa il Cubo invisibile può apparire tale e non semplicemente inesistente. 
Nello stesso anno in cui De Dominicis espone a Venezia la Seconda soluzione d'Immortalità, a Roma tiene un cocktail per festeggiare il superamento del secondo principio della termodinamica. A Pescara, nel 1975, tiene una mostra in cui l'ingresso è riservato ai soli animali.
Dalla fine degli anni Settanta De Dominicis si dedica quasi esclusivamente al disegno e alla pittura con rappresentazioni di figure, volti, architetture dalle prospettive rovesciate, utilizzando tecniche come la tempera e la matita su tavola o su carta, più raramente olio o smalto su tela. Con la pittura De Dominicis rende una figurazione della condizione di beatitudine fuori dal tempo che sarà raggiungibile dall'umanità in futuro, secondo la soluzione della Lettera sull'immortalità del corpo, o che è da essa già da sempre raggiunta, ma senza consapevolezza, in base alla Seconda soluzione d'Immortalità per la quale l'universo è immobile: con le architetture dalla prospettiva rovesciata, ad esempio, egli porta il punto di fuga, che nella prospettiva rinascimentale si trova ad una distanza idealmente infinita dall'osservatore, proprio dove si trova l'osservatore, facendolo abitare, dunque, in una dimensione infinita.
In questo periodo è invitato a altre manifestazioni d'importanza internazionale: oltre che partecipare a diverse edizioni della Biennale di Venezia, nel 1982 non accetta l'invito al documenta di Kassel, e nel 1985 vince il Premio internazionale della Biennale di Parigi. Nel 1990, in occasione di una mostra antologica al Museo d'Arte Contemporanea di Grenoble, espone per la prima volta la "Calamita cosmica": un gigantesco scheletro umano lungo ventiquattro metri, largo nove e alto quasi quattro sdraiato al suolo, corretto da un punto di vista anatomico tranne che per il lungo naso, un tema, questo, caratteristico e ricorrente in molte sue opere.

### Morte
Muore colpito da un infarto, il 29 novembre 1998, a soli 51 anni.

## Le tematiche
(Gino De Dominicis, titolo di una tempera su tavola del 1983)
De Dominicis fece della riservatezza, dell'isolamento e del mistero sulla sua persona un tratto distintivo. Tuttavia è possibile riconoscere delle tematiche e dei caratteri ricorrenti in tutta la sua attività artistica:

- la questione dell'immortalità del corpo, il mistero della creazione, la bellezza umana, il demoniaco, le tradizioni occulte, i punti di vista multipli e le prospettive rovesciate, la nascita dell'universo, il senso ultimo ed il significato stesso della materia e dell'esistenza delle cose;

- la creazione artistica come pratica anti-entropica, ovvero capace di arrestare l'irreversibilità del tempo.

- un sistema di pensiero radicato nella Storia, in particolare sui Sumeri e l'epopea di Gilgamesh, il mitologico signore della città mesopotamica di Uruk e la figura mitologica di Urvasi la dea indiana della bellezza.

- il tema dell'invisibilità e del raggiungimento di obiettivi impossibili;

- il superamento della gravità, dichiarando: “Così come il disegno e la pittura, la mia "scultura" non è condizionata dalla forza di gravità”;

- la visione dell'artista come un prestigiatore: “ Un pittore è come un prestigiatore che con i suoi giochi deve riuscire a sorprendere se stesso. E in questo sta la complessità”.

Ricorse spesso a elementi archeotipici alchemici e religiosi come la croce, la piramide, le stelle, le figure geometriche, i lunghi nasi delle sue figure. Riteneva che l'arte non fosse comunicazione, ma creazione, magia e mistero, considerando perfino lo spettatore superfluo rispetto all'opera.

## Mostre personali

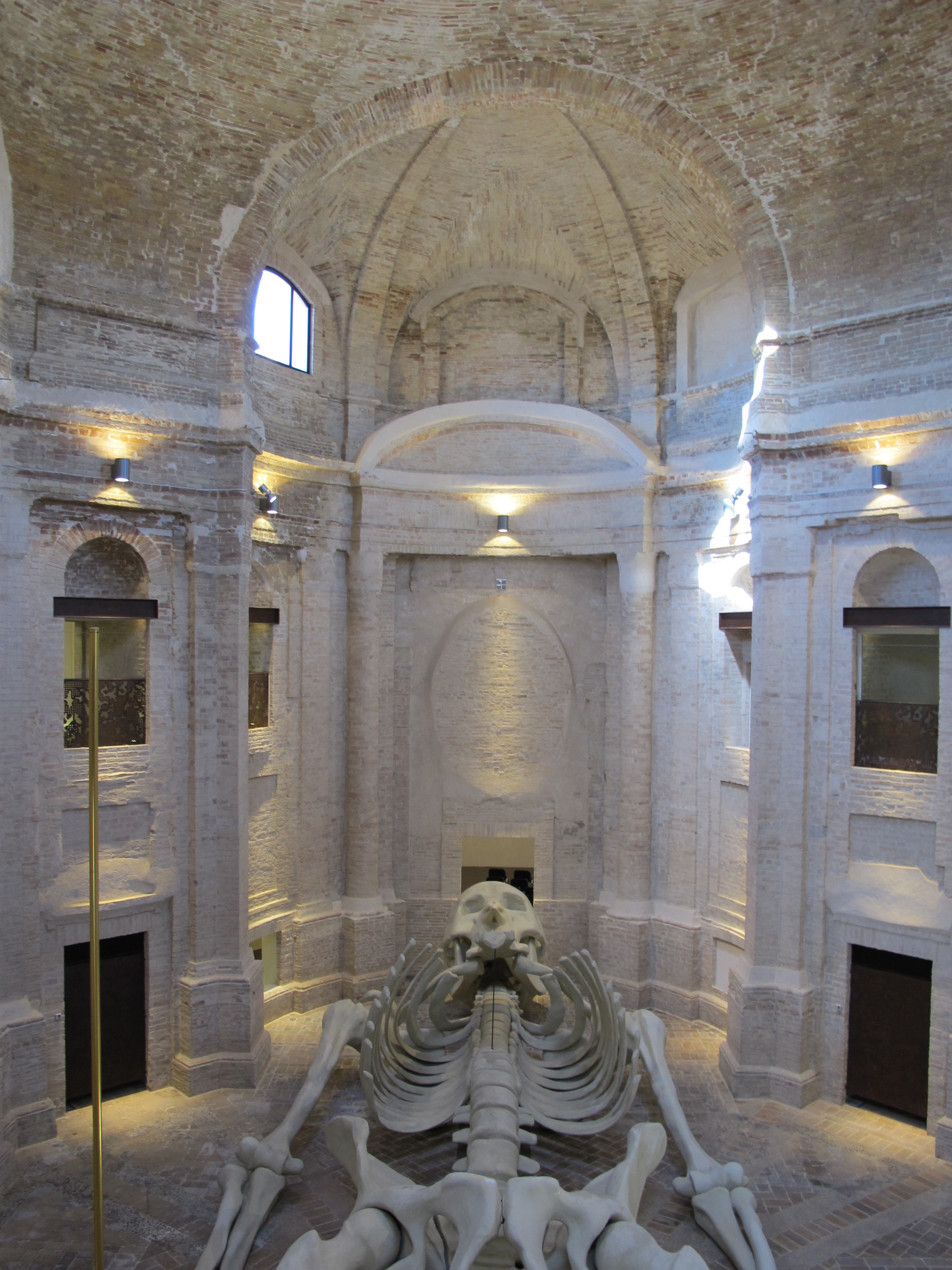
Calamita cosmica nella ex chiesa della Santissima Trinità in Annunziata a Foligno

- 1967 Galleria De Dominicis, Ancona
- 1969 Galleria L'Attico, Roma
- 1970 Galleria L'Attico, Roma
- 1970 Galleria Toselli, Milano
- 1971 Galleria L'Attico, Roma
- 1971 Palazzo Taverna, Roma
- 1972 Palazzo Taverna, Roma
- 1973 Modern Arts Agency, Napoli
- 1974 Galleria L'Attico, Roma
- 1975 Galleria Lucrezia De Domizio, Pescara
- 1977 Galleria Pio Monti, Roma
- 1977 Palazzo Taverna, Roma
- 1978 Galleria Pio Monti, Roma
- 1978 Galleria Sperone, Roma
- 1979 Galleria Pieroni, Roma
- 1982 Galleria Pio Monti, Roma
- 1982 Galleria Sperone, Roma
- 1983 Galleria Sprovieri, Roma
- 1986 Museo di Capodimonte, Napoli
- 1986 Galleria Mazzoli, Modena
- 1988 Galleria Lia Rumma, Napoli
- 1989 The Murray and Isabella Rayburn Foundation, New York
- 1990 Centre National d'Art Contemporain, Grenoble
- 1995 Mamma con Bambino e opera ubiqua in astronave, Galleria Toselli, Milano
- 1995 Galleria Christian Stein, Milano
- 1996 Galleria La Nuova Pesa, Roma
- 1996 Museo di Capodimonte, Napoli
- 1997 Camera dei deputati, Roma
- 1998 Galleria Mazzoli, Modena
- 1999 P.S.1 Contemporary Art Center, New York
- 1999 Galleria nazionale d'arte moderna e contemporanea, Roma
- 2005 Lazzaretto di Ancona, (Calamita Cosmica)
- 2007 Piazzetta Reale, Milano (Calamita Cosmica)
- 2007 Villa Arson, Nizza
- 2007 Reggia di Versailles, Parigi (Calamita Cosmica)
- 2008 Fondazione Merz, Torino
- 2008 MAC's Grand Hornu, Hornu, Belgio (Calamita Cosmica)
- 2009-2010 Centro Italiano Arte Contemporanea, Foligno (Calamita Cosmica)
- 2009-2010 PS1 Contemporary Art Center, New York
- 2010 "L'immortale" a cura di Achille Bonito Oliva, MAXXI, Roma
- 2011 Gino De Dominicis, a cura di Graziano Menolascina, Ardengo Gallery, Roma
- 2011 Centro Italiano Arte Contemporanea/chiesa dell'Annunziata, Foligno (Calamita Cosmica)
- 2012 Amici per la Pelle, a cura di Graziano Menolascina, Blu Org Gallery, Bari
- 2014 Dominique Lévy, New York
- 2017 Luxembourg & Dayan, London

## Mostre collettive
- 1970 Biennale Internazionale della Giovane Pittura, Bologna

De Dominicis, Kounellis, Mattiacci, Patella, Galleria L'Attico, Roma

Kunstverein, Hannover

Fine dell'Alchimia. Calvesi, De Dominicis, Kounellis, Pisani, Galleria L'Attico, Roma
- 1971 Situation Concepts, Galerie im Taxispalais, Innsbruck

Identifications, Galleria L'Attico, Roma

Arte Povera. I 3 italianische Kunseler documentation und neue werke Kunstverein, Münich

Films d'Artista, Festival dei Due Mondi, Spoleto

Persona, Festival Internazionale del Teatro, Belgrado

VII Biennale de Paris, Parc Floral de Paris, Bois de Vincennes, Parigi

Informazioni sulla presenza italiana, Incontri Internazionali d'Arte Palazzo Taverna, Roma

Prospect 71, Projection, Kunsthalle, Düsseldorf

Videogalerie Schum, Galleria L'Attico, Roma
- 1972 Filmperformance, Museo Municipale, Spoleto

XXXVI Biennale di Venezia, Venezia

Documenta V, Kassel

Videoausstellung Gino De Dominis, Klaus Rinke, Videogalerie Gerry Schum, Düsseldorf

Incontri internazionali d'Arte Palazzo Taverna, Roma

Aspetti dell'Arte figurativa contemporanea, nuove ricerche di immagine, Palazzo delle Esposizioni, X Quadriennale Nazionale d'Arte, Roma
- 1973 8º Biennale de Paris, Musée d'Art Moderne de la Ville et Musée National d'Art Moderne, Parigi

Italy two Art around '70, Museum of Philadelphia Civic Center, Philadelphia

Contemporanea, Parcheggio di Villa Borghese, Roma

Artisti Italiani, Arts Council of Northern Ireland Gallery, Belfast

Anselmo, Art Language, Baumgarten, Boetti, Buren, De Dominicis, Dibbets, Gilbert e George, Huebler, Kosuth, Judd, Penone, Pisani, Zorio, Galleria Sperone, Roma
- 1974 Agnetti, Vautier, Boetti, Mattiacci, Piacentino, Chiari, De Dominicis, Centrosei, Bari

Gino De Dominicis, Jannis Kounellis, Mario Merz, Vettor Pisani, Emilio Prini, Galleria L'Attico, Roma

Ghenos Eros Thanatos, Galleria De Foscherari, Bologna
- 1975 “24 ore su 24”, Festa, Kounellis, Prini, Germanà, Boetti, Pisani, Mattiacci, Chia, Soskic,

Ontani, Clemente, Patella, De Dominicis, Galleria L'Attico, Roma

Americans in Florence. Europeans in Florence, Long Beach Museum of Art, Long Beach

Gino De Dominicis, Jannis Kounellis, Eliseo Mattiacci, Mario Merz, Marisa Merz, Luigi Ontani, Giulio Paolini, Pino Pascali, Luca Patella, Vettor Pisani, Emilio Prini, Galleria L'Attico, Roma

Incontri Internazionali d'Arte Palazzo Taverna, Roma
- 1976 Incontri Internazionali d'Arte Palazzo Taverna, Roma

Disegno in Italia, Studio d'Arte Cannaviello, Milano

L'Attico in viaggio, Galleria L'Attico, Roma

Per Pascali, Galleria L'Attico, Roma

Prospectretrospect Europe 1946-1976, Städtische Kunsthalle, Düsseldorf
- 1977 Incontri Internazionali d'Arte Palazzo Taverna, Roma
- 1980 XXXIX Biennale di Venezia, Venezia
- 1981 Identité italienne, l'art en Italie depuis 1959, Centre George Pompidour, Musée National d'Art Moderne, Parigi

Linee della ricerca artistica in Italia 1960-1980, Palazzo delle Esposizioni, Rome
- 1983 Ouverture, Castello di Rivoli, Torino
- 1985 Italia Oggi, sguardi sulla pittura italiana dal 1970 al 1985, Centro Nazionale d'Arte Contemporanea, Nice

A new romanticism, sixteen artists from Italy, Hishorm Museum and sculpture garden Washington D.C., Washington

Nouvelle Biennale De Paris, Parigi
- 1986 Sogno Italiano. La Collezione Franchetti, Castello Colonna, Genazzano

Italiana 1950-1986, Valencia
- 1987 Fiera d'Arte Contemporanea Internazionale, Milano
- 1988 Storie dell'occhio / I Fotografi ed eventi artistici in Italia dal '60 all' '80, Palazzina dei Giardini Pubblici, Modena

Sculture da camera. Collezione di Sculture per interni, Galleria Bonomo, Bari
- 1989 Arte Italiana del XX secolo, Royal Academy of Art, Londra

Wittgenstein, le jeu de l'indicible-the play of, Palazzo delle Belle Arti, Wien
- 1990 ‘65 – '75 aspetti e pratiche dell'arte europea, Castello di Rivara, Rivara

XLIV Biennale di Venezia, Venezia

Anni ottanta in Italia, Ex Convento di San Francesco, Sciacca

Roma anni sessanta. Al di là della pittura, Palazzo delle Esposizioni, Roma
- 1992 Profili, Palazzo delle Esposizioni, XII Quadriennale, Roma
- 1993 Tutte le strade portano a Roma?, Palazzo delle Esposizioni, Roma

XLV Biennale di Venezia, Venezia

Tresors de Voyage, San Lazzaro degli Armeni (a cura di A. Von Funstenberg), Venezia
- 1994 Gino De Dominicis, Nicola De Maria, Gian Ruggero Manzoni, Mimmo Paladino, Galleria Cardi, Milano
- 1995 XLVI Biennale di Venezia, Venezia
Disegni del ‘900, Galleria Civica d'Arte Contemporanea, Termoli
Corpus Delicti, Museum Van Hedendaagse Kunst, Gent
- 1996 Collezionismo a Torino: opere di 6 collezionisti di arte contemporanea, Museo di Rivoli, Torino

Lodi all'arte 1967-1995, Galleria Toselli, Milano

Arte in Italia negli anni '70, La Salerniana ex Convento di San Carlo, Erice
- 1997 Tocco Ferro, Studio Casoli, Roma

XLVII Biennale di Venezia, Venezia
- 1999 XLVIII biennale di Venezia, Venezia
- 2008 Traces du Sacré, Centre Pompidou, Paris
- 2009 LIII Biennale di Venezia, Venezia
- 2011 Erre. Variations Labyrinthiques, Centre Pompidou-Metz, Metz

## Gino De Dominicis nei musei
- Io a Roma 1986, Ca'Pesaro, Venezia
- Museo nazionale delle arti del XXI secolo MAXXI sez. d'arte figurativa, di Roma
- Galleria Nazionale d'Arte Moderna, Roma
- Museo di Capodimonte, Napoli
- Galleria civica d'arte moderna e contemporanea GAM, Torino
- Castello di Rivoli, Rivoli
- Collezione Roberto Casamonti, Firenze